# Żyła szyjna zewnętrzna

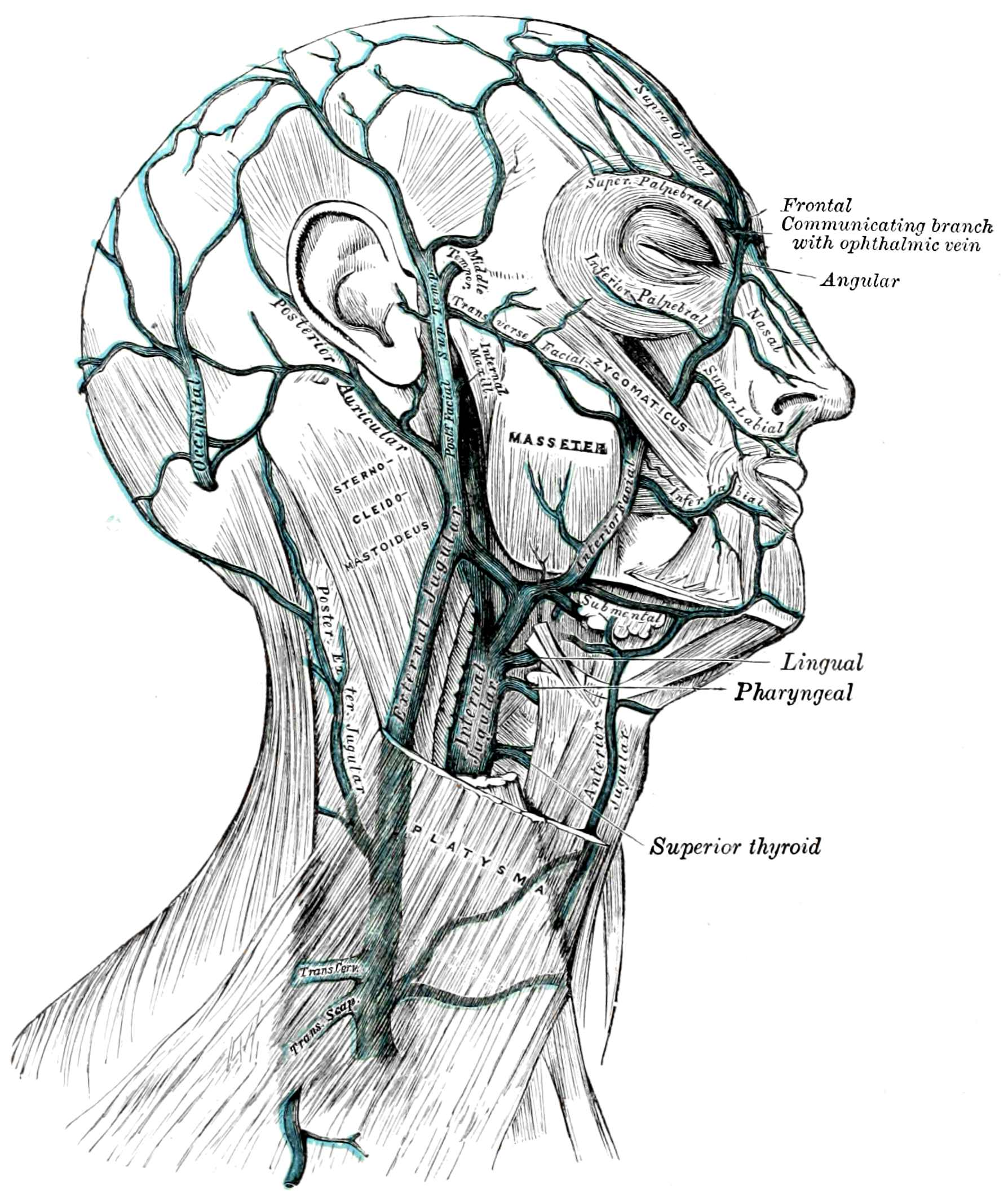
Żyły głowy i szyi. Żyła szyjna zewnętrzna podpisana External Jugular.

Żyła szyjna zewnętrzna (ang. external jugular vein, łac. vena jugularis externa) – w anatomii człowieka naczynie żylne położone na bocznym obwodzie szyi, odprowadzające krew głównie ze skóry głowy i okolicy twarzy. 
Żyła powstaje z połączenia tylnej części żyły zażuchwowej z żyłą uszną tylną, blisko kąta żuchwy i tuż poniżej (albo wewnątrz) ślinianki przyusznej. Biegiem swym kreśli linię od kąta żuchwy do środka długości obojczyka. Na swym końcu przebija powięź szyi (blaszka powierzchowna i przedtchawicza) i uchodzi do żyły podobojczykowej (czasem do żyły ramienno-głowowej lub żyły szyjnej wewnętrznej) przed mięśniem pochyłym przednim. Usytuowana jest nad mięśniem mostkowo-obojczykowo-sutkowym, zaraz pod skórą i powięzią powierzchowną wraz z mięśniem szerokim szyi. 
Krzyżuje po drodze nerw poprzeczny szyi, w górnej części biegnie równolegle do nerwu usznego wielkiego.
Żyła posiada zastawki zlokalizowane przy ujściu, nie zapobiegające jednak cofaniu się krwi (możliwość nastrzykiwania naczynia w obydwu kierunkach). Błona zewnętrzna naczynia przytwierdzona jest do otaczających ją powięzi i mięśni, przez co żyła nie zapada się i stale zachowuje światło.
Oprócz współtworzących ją naczyń, wyróżnia się zwykle następujące dopływy:
- żyła szyjna zewnętrzna tylna
- żyła potyliczna
- żyła nadłopatkowa
- żyły poprzeczne szyi
- żyła szyjna przednia